# Cuetzala del Progreso
Cuetzala del Progreso là một đô thị thuộc bang Guerrero, México. Năm 2005, dân số của đô thị này là 8876 người.